# Vriesea interrogatoria
Vriesea interrogatoria är en gräsväxtart som beskrevs av Lyman Bradford Smith. Vriesea interrogatoria ingår i släktet Vriesea och familjen Bromeliaceae. Inga underarter finns listade i Catalogue of Life.